# Живојин Лукић
Живојин Лукић (Београд, 10. фебруар 1889 — Београд, 7. фебруар 1934) био је српски вајар.

## Биографија
Похађао је Уметничко-занатску школу у Београду. Студирао вајарство на Академији Зодчества у Москви 1909 — 1913. године код проф. Н. А. Андрејева. Боравио у Италији 1918 — 1922. Живео је у Цавтату 1922 — 1924. када се враћа у Београд. Излаже од 1908. године. Излагао је са уметничким удружењем 'Лада'. Радио је фасадне скулптуре и рељефе.
Радио је скулптуре у камену на згради српских железница у Немањиној, споменику културе Републике Србије.
Најпознатија дела му се налазе у Музеју савремене уметности у Београду: „Портрет др Радинке Хађић“, (1923), „Портрет г-ђе Злоковић“, (1926), „Мали бата“, (1928).
У српско вајарство треће деценије прошлог века Лукић доноси модерна схватања, пре свега у портетској уметности којој је највише био склон. Благо ослоњен на неокубистичке стилске обрасце он се служио језиком једноставних облика којима је градио своје дело. Служио се чистим линијама које су јасно дефинисале пластичке карактеристике у портретима које је радио.

## Самосталне изложбе
- 1927. Београд
- 1934. Београд (комеморативна)